# Letharia
Genre
Letharia est un genre de lichens de la famille des Parmeliaceae.

## Liste des espèces
Selon MycoBank (6 février 2023) :
- Letharia arboricola (Jatta) H.Olivier, 1907
- Letharia arenaria (Fr.) Harm., 1907
- Letharia californica (Lév. ex Nyl.) Hue, 1899
- Letharia canariensis (Ach.) Hue, 1899
- Letharia cladonioides (Nyl.) Hue, 1908
- Letharia columbiana (Nutt.) J.W.Thomson, 1969
- Letharia divaricata (L.) Hue, 1890
- Letharia flexuosa (Nyl.) Paulson, 1925
- Letharia gracilis Kroken ex McCune & Altermann, 2009
- Letharia illyrica (Zahlbr.) Harm., 1907
- Letharia lupina Altermann, Goward & Leavitt, 2016
- Letharia magellanica (Mont.) Räsänen, 1931
- Letharia mesomorpha (Nyl.) Du Rietz, 1913
- Letharia pirionii B. de Lesd., 1935
- Letharia poeppigii (Nees & Flot.) Darb., 1912
- Letharia reticulata Zahlbr., 1930
- Letharia smithii (Du Rietz) Zahlbr., 1930
- Letharia soleirolii (Schaer.) Hue, 1899
- Letharia subdivaricata Frey & Oxner, 1926
- Letharia thamnodes (Flot.) Arnold
- Letharia togashii Asahina, 1952
- Letharia vulpina (L.) Hue, 1899
- Letharia wandelensis Hue
- Letharia zahlbruckneri (Du Rietz) Zahlbr., 1930

## Systématique
Le nom correct complet (avec auteur) de ce taxon est Letharia (Th.Fr.) Zahlbr., 1892.
Le basionyme de ce taxon est : Evernia subdivF. Letharia Th.Fr., 1871
Letharia a pour synonymes :
- Chlorea Nyl., 1855
- Evernia subdivF. Letharia Th.Fr., 1871
- Nylanderaria Kuntze, 1891
- Rhytidocaulon Nyl. ex Elenkin, 1916
- Usnea subgen. Letharia (Th.Fr.) Vain., 1903

## Publication originale
- (de) A. Zahlbruckner, « O. Kuntze's "Revisio generum plantarum" mit Bezug auf einige Flechtengattungen », Hedwigia, Allemagne, vol. 31,‎ 1892, p. 34-38 (ISSN 0367-5734, lire en ligne).